# Liste der kubanischen Botschafter in Chile
Die kubanische Botschaft befindet sich in Calle Llewellyn Jones 1530, in Providencia (Chile).

## Geschichte
Bis zum Putsch in Chile 1973 residierte der Botschafter in San Patricio 4246.
| Ernannt / Akkreditiert | Name                           | Bemerkung                     | ernannt während der Regierung von | akkreditiert während der Regierung von | Posten verlassen |
| ---------------------- | ------------------------------ | ----------------------------- | --------------------------------- | -------------------------------------- | ---------------- |
| 1909                   | Mariano Aramburo y Machado     |                               | José Miguel Gómez                 | Pedro Montt Montt                      |                  |
| 1911                   | Mariano Aramburo y Machado     |                               | José Miguel Gómez                 | Elías Fernández Albano                 |                  |
| 1911                   | Eusebio Román                  | Geschäftsträger               | José Miguel Gómez                 | Elías Fernández Albano                 |                  |
| 1913                   | Enrique Pérez Cisneros         |                               | Mario García Menocal              | Elías Fernández Albano                 |                  |
| 1920                   | José Vidal y Caro              |                               | Mario García Menocal              | Arturo Alessandri Palma                |                  |
| 1925                   | Eduardo Usabiaga y Llaguno     |                               | Gerardo Machado                   | Arturo Alessandri Palma                |                  |
| 1929                   | Manuel de León y Valdés        |                               | Gerardo Machado                   | Carlos Ibáñez del Campo                |                  |
| 1934                   | Carlos A. Vasseur              |                               | Carlos Mendieta Montefur          | Carlos Dávila Espinoza                 |                  |
| 1935                   | Alfonso Hernández Catá         |                               | José Agripino Barnet              | Carlos Dávila Espinoza                 |                  |
| 1937                   | Orlando Freyre Cisneros        |                               | Federico Laredo Bru               | Carlos Dávila Espinoza                 |                  |
| 1942                   | Enrique Pizzi de Porras        | Ministre plénipotentiaire     | Fulgencio Batista                 | Juan Antonio Ríos Morales              |                  |
| 1944                   | Enrique Pizzi de Porras        | Botschafter                   | Ramón Grau San Martín             | Juan Antonio Ríos Morales              |                  |
| 1945                   | Jesús Valdés Crespo            |                               | Ramón Grau San Martín             | Juan Antonio Ríos Morales              |                  |
| 1947                   | Ramiro Hernández Portela       |                               | Ramón Grau San Martín             | Alfred Duhalde                         |                  |
| 1958                   | Emilio Cancio-Bello y Mazutier |                               | Fulgencio Batista                 | Jorge Alessandri Rodríguez             |                  |
| 1959                   | Carlos M. Lechuga y Hevia      |                               | Manuel Urrutia Lleó               | Jorge Alessandri Rodríguez             |                  |
| 1960                   | Juan José Díaz del Real        |                               | Osvaldo Dorticós Torrado          | Jorge Alessandri Rodríguez             |                  |
| 1971                   | Mario García Incháustegui      |                               | Osvaldo Dorticós Torrado          | Salvador Allende Gossens               | 11. Sep. 1973    |
| 1995                   | Aramis Fuente Hernández        |                               | Fidel Castro                      | Eduardo Frei Ruiz-Tagle                |                  |
| 1995                   | Humberto Hernández Reinoso     |                               | Fidel Castro                      | Eduardo Frei Ruiz-Tagle                |                  |
| 2000                   | Alonso Fraga Pérez             |                               | Fidel Castro                      | Ricardo Lagos Escobar                  |                  |
| 2006                   | Giraldo Mazola Collazo         |                               | Fidel Castro                      | Michelle Bachelet                      |                  |
| 3. März 2009           | Ileana Díaz-Argüelles          | [ 1 ]                         | Raúl Castro                       | Michelle Bachelet                      | 25. Juni 2013    |
| 25. Juni 2013          | Adolfo Curbelo Castellanos     | 2007: Botschafter in Asunción | Raúl Castro                       | Sebastián Piñera                       |                  |